# 内藤寛一
内藤 寛一（ないとう かんいち、1897年（明治30年）9月 - 没年不詳）は、日本の内務・警察・厚生官僚。官選茨城県知事、陸軍司政長官、昭南市長（シンガポール）。

## 経歴
愛媛県出身。内藤豊治の二男として生まれる。第一高等学校を卒業。1921年11月、高等試験行政科試験に合格。1922年、東京帝国大学法学部政治学科を卒業。内務省に入省し奈良県属となる。
以後、奈良県警部、三重県理事官・工場監督官、長野県書記官・学務部長、和歌山県書記官・警察部長、内務省書記官・警保局図書課長、同大臣官房会計課長、厚生省書記官・衛生局指導課長、同大臣官房会計課長、同職業部長、同職業局長などを歴任。
1941年3月26日、茨城県知事に就任。同年7月の風水害の復旧に尽力し、霞ケ浦北浦洪水水位低下工事の実現を図った。また戦時体制の整備に取り組む。1942年10月7日、陸軍司政長官に発令され、同年11月、南方軍軍政総監部・交通部長に就任。1943年4月1日、同産業部長に異動。同年7月19日、昭南市長に転じ終戦を迎えた。
戦後に公職追放となった。

## 著作
- 『戦時経済と労務統制』〈戦時経済国策体系：第3巻〉、東亜政経社、1942年。

## 栄典
勲章
- 1942年（昭和17年）1月14日  - 勲三等瑞宝章[7]